# 寺封
寺封（じふ）は、寺院に対して与えられた封戸。
本来は寺院の造営などの経費に充てるために一時的に支給したもので、天武天皇9年（680年）に将来の廃止を前提に既存の寺封を今後30年間に期限を限定する勅が出され（『日本書紀』）、その後出された禄令には支給を5年以下に限定するという規定があるものの、いずれも遵守されることなく期限を「永年」とする寺封の施入が実施され、宝亀11年（780年）には「永年」と称される寺封は施入した天皇1代と限定する勅も出されたがこれも遵守されなかった。また、施入などに関する具体的な規定はなく、天皇の勅などによったと考えられている。大同元年（806年）の太政官牒によれば、東大寺の5000戸を筆頭に、飛鳥寺（1800戸）・山階寺（1200戸）・西大寺（630戸）・法華寺（550戸）・川原寺（500戸）・薬師寺（500戸）・荒陵寺（350戸）・妙見寺（230戸）・観世音寺（200戸）・法隆寺（200戸）・大安寺（150戸）など、計24寺に寺封が与えられていたことが分かる（『新抄格勅符抄』）。この他にも寺封を受けたことがある寺院の存在が知られ、全体で約50寺以上が支給の対象になったとみられている。
寺封施入の記録が見られるのは9世紀までがほとんどで、当時の由緒ある寺院や大寺院が対象として挙げられ、新しい寺院（平安時代建立の寺院）への施入は少ない。10世紀になると、寺封施入の記録は見られなくなっていった。また、既存の寺封からの国司を介した封物の納入も不安定となり、代替として認められた便補保の設定は後の寺院の荘園の元の1つになった。